# Observatoire volcanologique d'Hawaï
Pour les articles homonymes, voir HVO.
Vous pouvez aider à l'améliorer ou bien discuter des problèmes sur sa page de discussion.
- Sa typographie ne respecte pas les conventions de Wikipédia. Vous pouvez solliciter de l’aide de l’Atelier typographique. (Marqué depuis janvier 2022)
- La traduction est incomplète. (Marqué depuis janvier 2022)
- Il est à actualiser. Certains passages sont obsolètes ou annoncent des événements désormais passés. (Marqué depuis janvier 2022)

L'observatoire volcanologique d'Hawaï, en anglais Hawaiian Volcano Observatory, abrégé en HVO, est un observatoire volcanologique assurant la surveillance et l'étude des cinq volcans actifs d'Hawaï, dans l'océan Pacifique, à savoir le Haleakalā, le Hualālai, le Kīlauea, le Mauna Loa et le Kamaʻehuakanaloa. Il dépend de l'Institut d'études géologiques des États-Unis (USGS). Ses locaux sont situés au sommet du Kīlauea, non loin du rebord de sa caldeira.

## Infrastructures

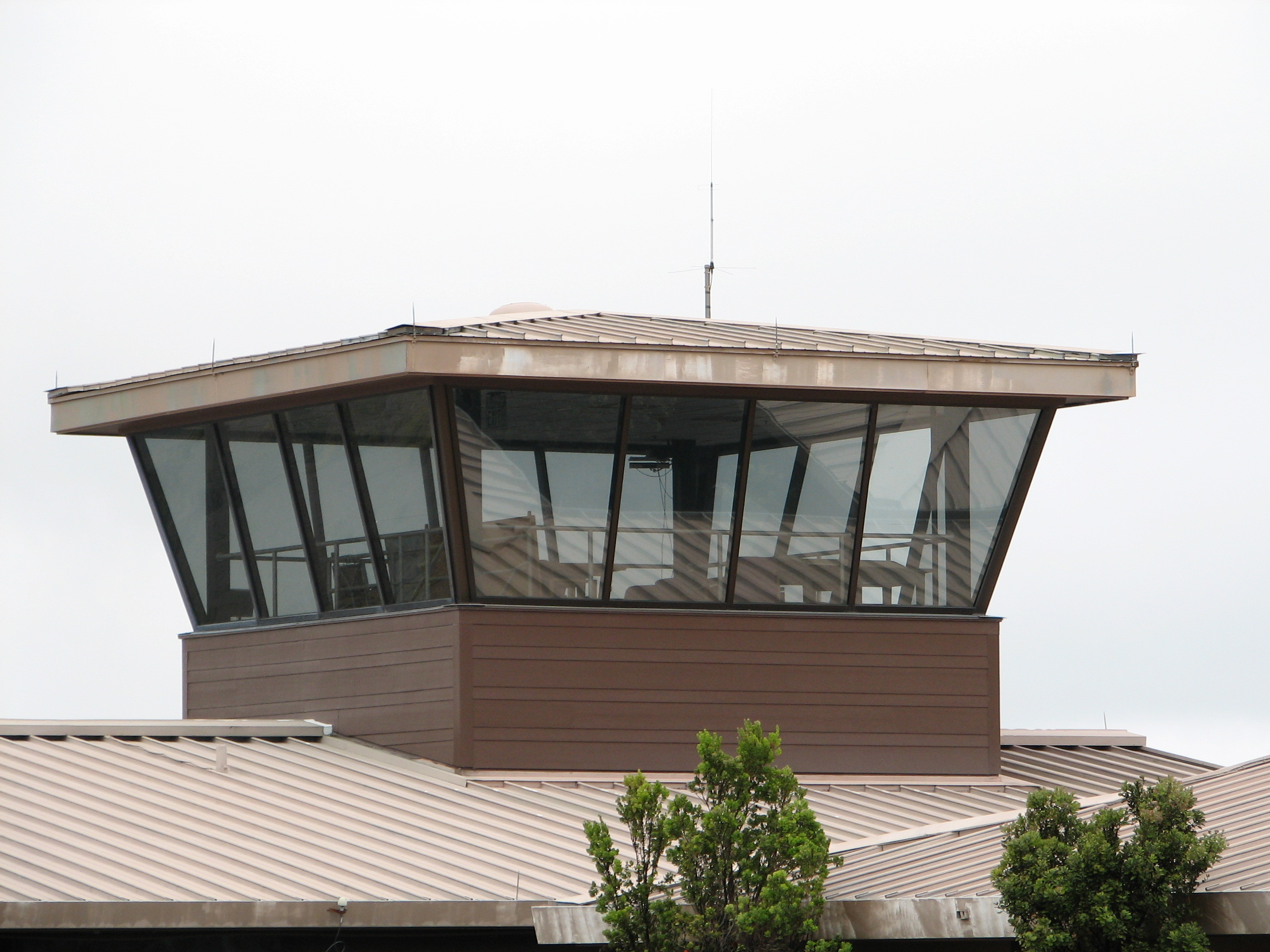
La tour d'observation de l'observatoire volcanologique d'Hawaï.

Les locaux de l'observatoire se trouvent sur l'île d'Hawaï, dans le parc national des volcans d'Hawaï et le district de Kaʻū du comté d'Hawaï, au sommet du Kīlauea, sur l'Uwēkahuna, à 1 242,6 mètres d'altitude. Les bâtiments surplombent la caldeira sommitale et notamment le Halemaʻumaʻu, son cratère actif. Ils jouxtent le Jaggar Museum qui occupe les anciens locaux de l'observatoire.
L'ensemble est accessible par la route via la Hawaii Route 11 puis la Crater Rim Road ou bien à pied en empruntant soit le Crater Rim Trail venant du centre des visiteurs du parc national distant de quatre kilomètres, soit un court sentier de 800 mètres de longueur démarrant de la Hawaii Route 11. L'observatoire volcanologique et le Jaggar Museum marquent la limite de la zone interdite d'accès du sommet du volcan, le secteur s'étendant au sud-ouest étant soumis à un risque volcanique élevé.

## Organisation administrative et personnel
L'observatoire volcanologique d'Hawaï est considéré comme un organisme de recherche américain faisant partie du Volcano Hazards Program sous la tutelle de l'agence gouvernementale américaine de l'Institut d'études géologiques des États-Unis (USGS) rattaché au département de l'Intérieur des États-Unis. Il dispose d'un directeur, de scientifiques et de volontaires, généralement des étudiants.

## Champs d'action

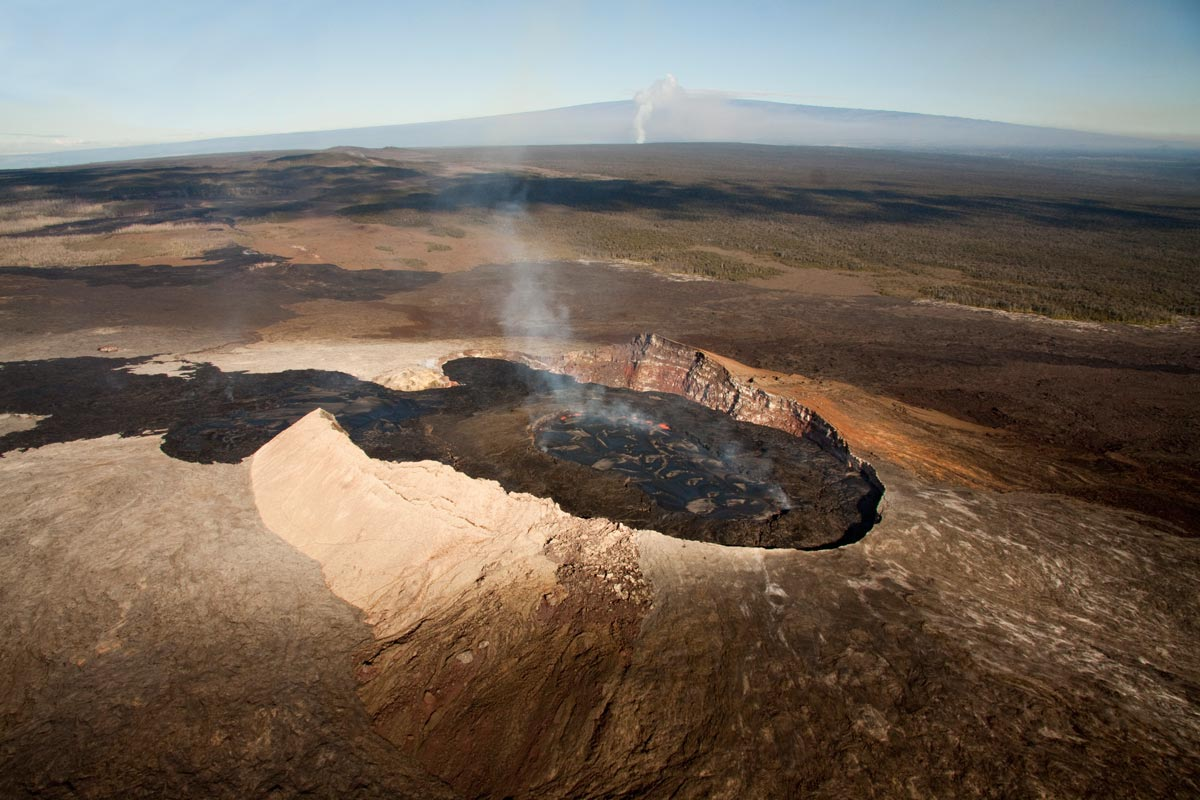
Vue du Kīlauea (au premier plan le Puʻu ʻŌʻō, à l'arrière plan le panache du Halemaʻumaʻu) et du Mauna Loa (à l'horizon), deux des cinq volcans surveillés par l'observatoire volcanologique d'Hawaï.

Le principal sujet d'étude de l'observatoire est la volcanologie auquel se rattache la sismologie, la géochimie des gaz et la géodésie. Le volcanisme d'Hawaï défini le terrain d'étude qui inclut l'ensemble de l'archipel en se concentrant sur les cinq volcans actifs : le Haleakalā sur Maui, le Hualālai, le Kīlauea et le Mauna Loa sur l'île d'Hawaï et le Kamaʻehuakanaloa au large de cette dernière île, sous la surface de l'océan Pacifique.
Trois axes majeurs d'action sont définis : les relevés et mesures, la recherche scientifique et la communication auprès du public, des autorités, des médias et du milieu scolaire et étudiant.

## Histoire

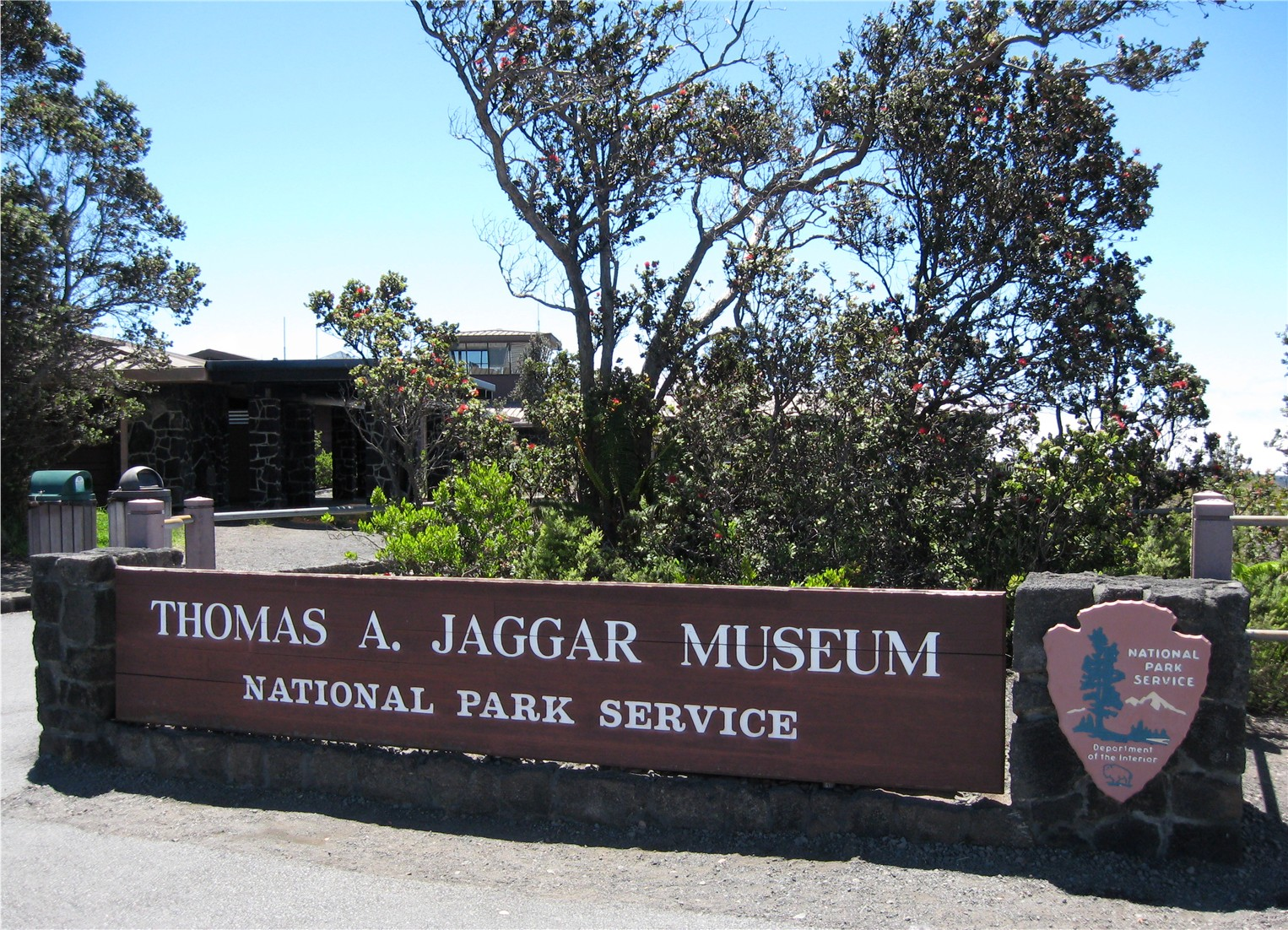
Vue de l'entrée du Jaggar Museum consacré à la volcanologie et jouxtant les locaux de l'observatoire.

L'observatoire volcanologique d'Hawaï est créé en février 1912 sous l'impulsion de deux hommes : Thomas Jaggar, un professeur de géologie américain travaillant au Massachusetts Institute of Technology, et Lorrin Thurston, un juriste et homme d'affaires hawaïen. La première infrastructure se compose uniquement d'un sismographe dans un local adjacent au Volcano House, un hôtel situé sur le rebord nord-est de la caldeira du Kīlauea. L'organisme est initialement rattaché au Massachusetts Institute of Technology, puis au National Weather Service en 1919 avant de passer sous le contrôle de l'Institut d'études géologiques des États-Unis depuis 1924 avec une période sous la direction du parc national des volcans d'Hawaï de 1935 à 1947. Dans les années 1940, l'observatoire déménage dans une construction située à 200 mètres en retrait du rebord de la caldeira. En 1948, il s'installe sur son site actuel dans l'ancien centre des visiteurs du parc national construit en 1927 sur l'Uwēkahuna, le rebord le plus élevé de la caldeira, au nord-ouest de celle-ci. Des agrandissements jouxtant les anciens locaux permettent de libérer ceux-ci en 1986. Ils sont depuis retournés aux mains du parc national et occupés par le Jaggar Museum, nommé en l'honneur du fondateur de l'observatoire et consacré à la volcanologie.
Thomas Jaggar, fondateur de l'observatoire, en est le premier directeur pendant 28 ans, soit jusqu'en 1940. Sous sa direction, le réseau de sismographes s'étend à l'aide de sismologues qui adaptent et améliorent les appareils, dont un portatif qui est mis au point afin d'effectuer des mesures dans des endroits reculés. La surveillance du Kīlauea passe ainsi essentiellement par l'enregistrement des vibrations du sol, les techniques de mesure de la température de la lave n'étant pas encore au point et les données ne permettant pas d'être exploitées correctement. En 1922 sont entrepris quatre forages à l'intérieur et aux abords de la caldeira. Le personnel adapte ainsi un bus équipé de deux roues. Leur habileté technique se concrétise aussi par la construction d'un véhicule amphibie pour l'exploration des régions côtières. Jaggar entreprend aussi la construction d'une route jusqu'au sommet du Mauna Loa ; elle ne sera jamais complètement opérationnelle mais elle s’avérera indispensable jusqu'à ce que l'hélicoptère la concurrence. Outre ces infrastructures et la recherche, le travail du personnel de l'observatoire passe aussi par la prévention et notamment la construction de digues. Les premières sont édifiées lors des éruptions de 1935 et 1942 du Mauna Loa et un projet est à l'étude pour la construction de tels barrages permanents. Cette protection des populations s'oriente aussi vers les tsunamis : en 1933, l'avertissement qu'ils émettent avant l'arrivée des vagues constitue le premier succès d'alerte aux tsunamis. L'œuvre de Jaggar perdure après son départ à la retraite et sa mort en 1953 : l'observatoire volcanologique d'Hawaï a ainsi contribué à une meilleure compréhension des phénomènes volcaniques en général et en particulier ceux des volcans effusifs.